# Hazerswoude-Dorp
Pour les articles homonymes, voir Dorp.
Hazerswoude-Dorp est un village dans la commune néerlandaise d'Alphen-sur-le-Rhin, dans la province de la Hollande-Méridionale. Le 1er janvier 2007, le village comptait 5 767 habitants.
Jusqu'en 1991, le village faisait partie de la commune de Hazerswoude et jusqu'en 2014 à Rijnwoude.

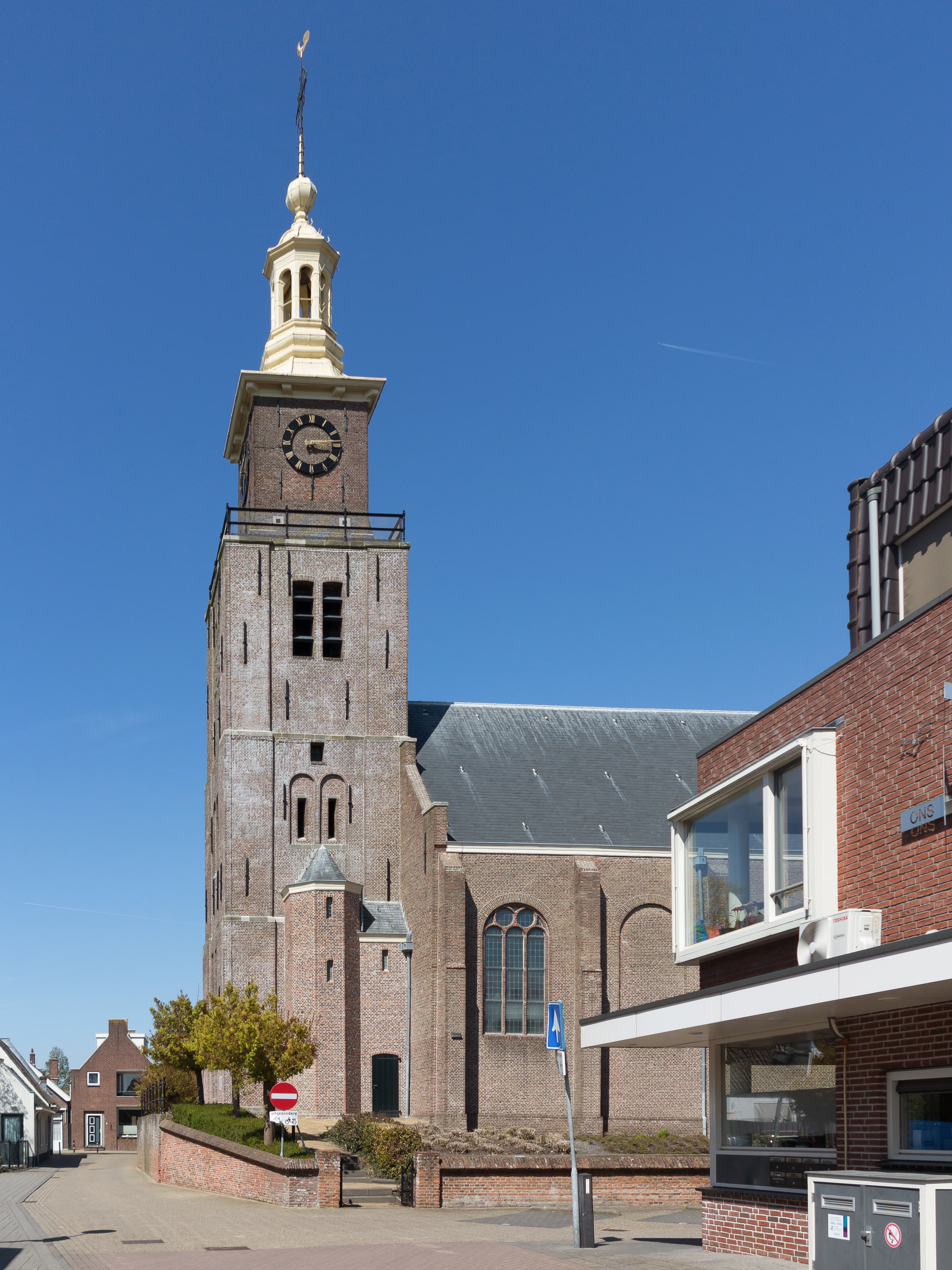
L'église protestante

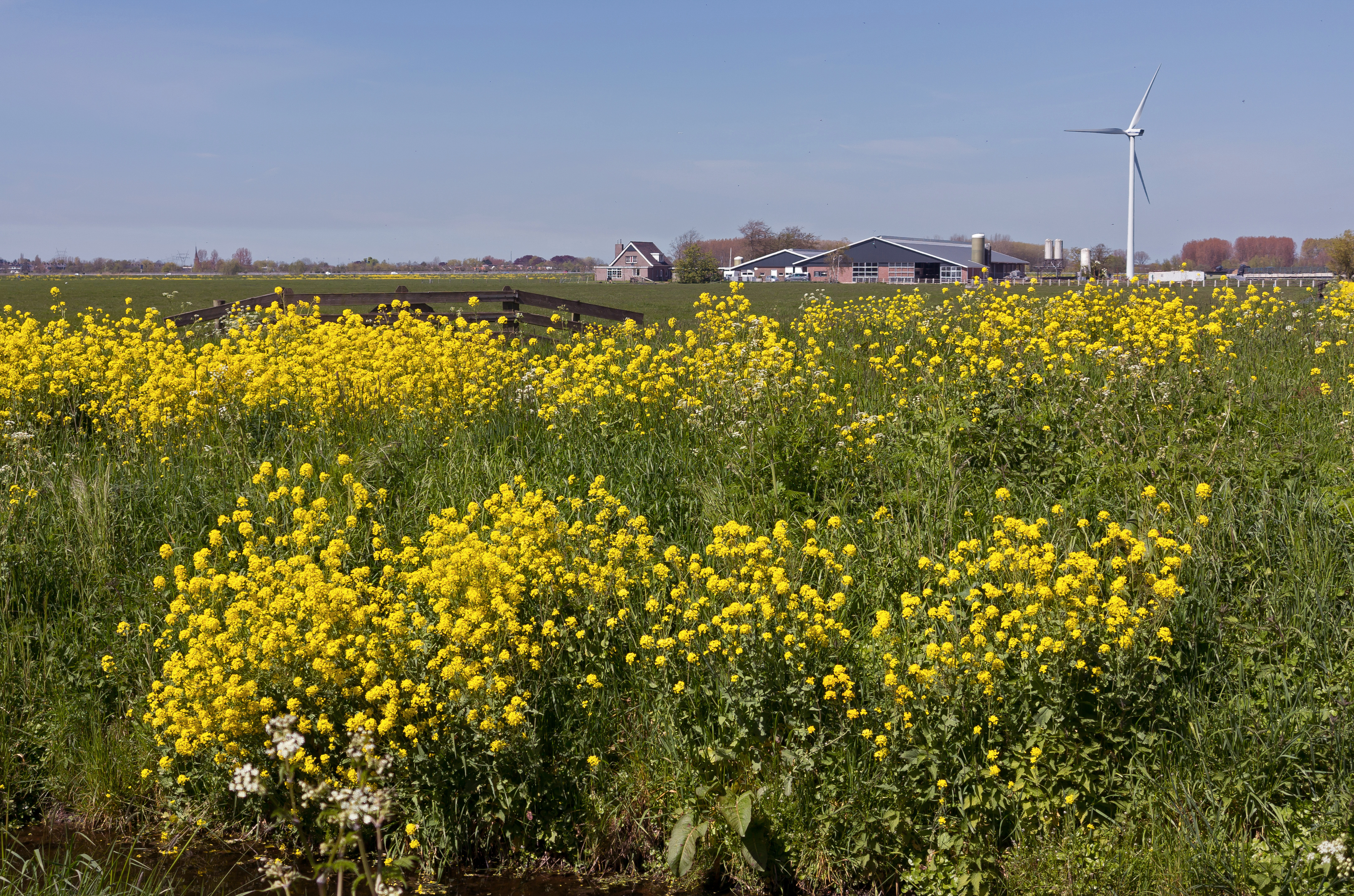
Panorama entre Hazerswoude Dorp et Alphen aan den Rijn